# فاطمة ماساكوي
فاطمة ماساكوي (بالإنجليزية: Fatima Massaquoi)‏  /ˈfætəmə, ˈfɑːtiːˌmɑː/ /ˈmæsækhwɑː/ ولدت في عام 1904 وتوفي في عام 1978 كانت مربيا رائدة في ليبيريا. بعد إكمال تعليمها في الولايات المتحدة، عادت إلى ليبريا في عام 1946، حيث أنها ساهمت كثيرا في الحياة الثقافية والاجتماعية للبلد. لدت في عائلة من الملوك الأفارقة، وماساكوي في رعاية عمة في نججبكك، في منطقة جرول من جبل غراند كيب مقاطعة في جنوب ليبيريا. بعد سبع سنوات، عادت إلى الجزء الشمالي الغربي من البلاد في مقاطعة مونتسيرادو، حيث بدأت دراستها. في عام 1922 رافقت والدها، وهو دبلوماسي، إلى هامبورغ، ألمانيا، حيث أكملت دراستها في الطب في جامعة هامبورغ سنة 1937. انتقلت إلى الولايات المتحدة لمواصلة التعليم، ودراسة علم الاجتماع والأنثروبولوجيا في كلية لاين، جامعة فيسك وجامعة بوسطن. في الولايات المتحدة، ساهمت في إنشاء قاموس للغة الفاي وكتب سيرتها الذاتية، تلا ذلك معركة قانونية حول حقوق لقصتها. تحصلت على أمر قضائي يمنع الآخرين من النشر، وعادت إلى ليبيريا في عام 1946، بدأت فورا التعاون لتأسيس الجامعة هناك، أصبحت جامعة ليبيريا